# Австралія на зимових Олімпійських іграх 1936
Австралія брала участь у Зимових Олімпійських іграх 1936 року в Гарміш-Партенкірхені (Німеччина) вперше за свою історію, але не завоювала жодної медалі. Країну на Іграх представляв один ковзаняр.